# Osaka Auto Messe

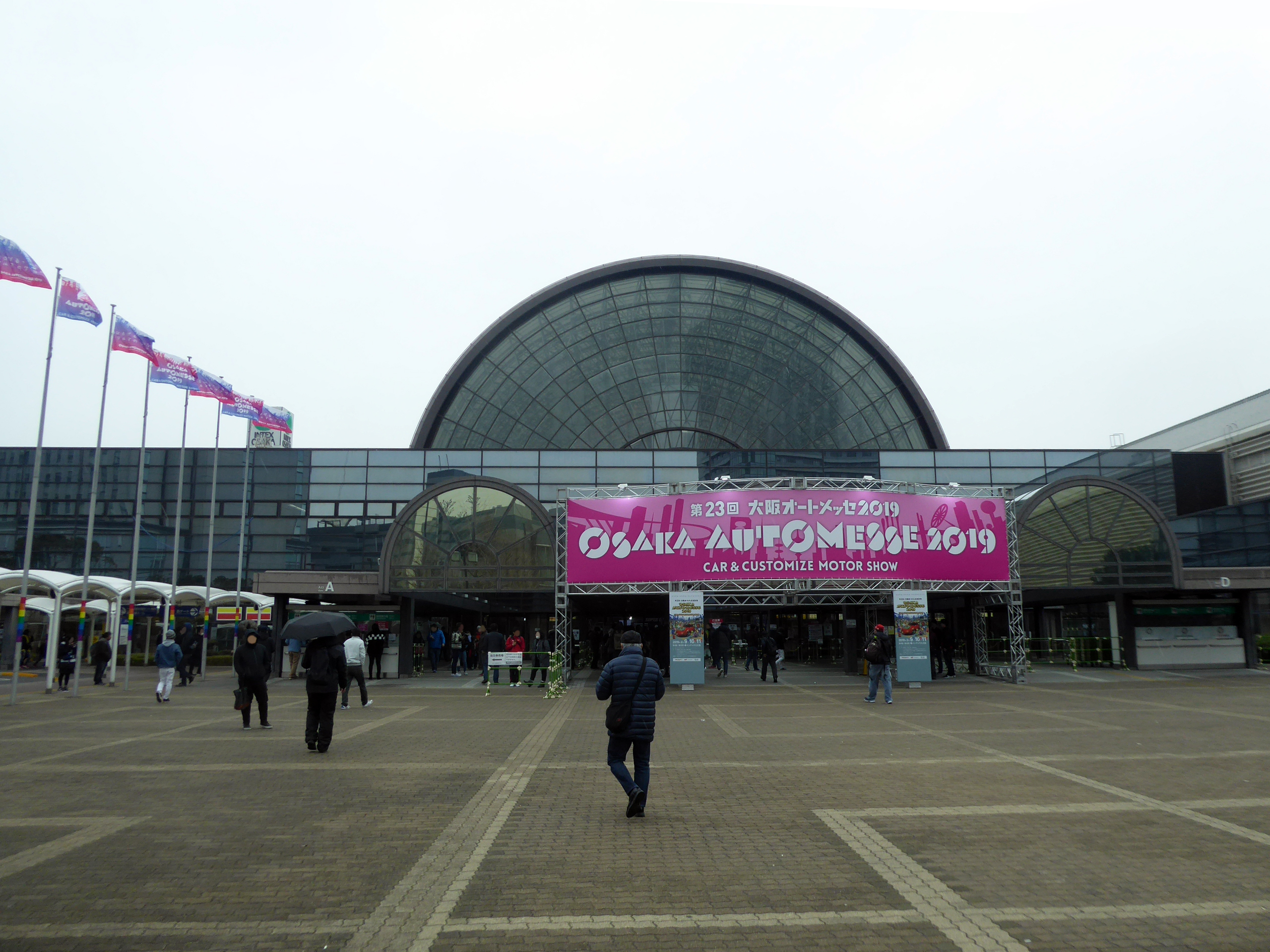
Osaka Auto Messe 2019

Osaka Auto Messe (大阪オートメッセ) är en årlig bilutställning och eftermarknadsmässa som äger rum i februari i Osaka i Japan. Evenemanget fokuserar på modifierade bilar, bilentusiastkultur och eftermarknadsprodukter, med en stark betoning på tuning, customizing och bilstyling. Mässan hålls i Intex Osaka, ett av Japans största utställningscenter, och lockar både nationella och internationella utställare samt besökare.

## Historik
Osaka Auto Messe anordnades för första gången år 1997 och har sedan dess vuxit till en av de största bilmässorna i Japan inom sitt segment. Evenemanget organiseras av Kansai TV, en av Japans ledande TV-stationer, i samarbete med flera aktörer inom bilindustrin. Till skillnad från den mer fabrikstillverkade och industriinriktade Tokyo Auto Salon, betonar Osaka Auto Messe den kreativa och passionerade sidan av bilmodifiering, där både professionella företag och enskilda entusiaster visar upp sina projekt. Evenemanget är särskilt känt för att lyfta fram västjapanska bilbyggare och verkstäder, vilket skapar en viss regional identitet i bilscenen. Mässan har genom åren blivit en viktig plattform för att presentera nya trender inom japansk bilkultur, inklusive JDM-stil (Japanese Domestic Market), driftbilar, VIP-stil (lyxiga sedanmodifieringar) och kyusha (klassiska japanska bilar).

## Betydelse och innovationer
Osaka Auto Messe har blivit en viktig mötesplats för bilentusiaster och företag inom eftermarknadsindustrin. Utställningen ger en möjlighet att se de senaste innovationerna och produkterna från ledande eftermarknadsföretag såsom HKS, Blitz, Cusco och Greddy, som är kända för prestandadelar och motoroptimering. Andra företag som Work Wheels, RAYS Engineering och SSR Wheels är ledande inom tillverkning av populära JDM-fälgar, medan Bride, Recaro och Sparco är kända för sina sportstolar och interiördelar. Mässan visar även nya trender inom både japanska och internationella bilscener, med fokus på modeller anpassade för drift, time attack och street performance. I många fall visas även specialbyggda ljudsystem och interiörmodifieringar.
Evenemanget har också en stark koppling till motorsport och visar ofta upp tävlingsbilar från serier som Super GT, Formula Drift Japan och D1 Grand Prix. Super GT är Japans främsta GT-racingserie, Formula Drift Japan är en gren av den internationella driftingserien Formula Drift, och D1 Grand Prix är den mest prestigefyllda driftingserien i Japan.

## Modellpresentationer och specialbyggen
Varje år visas ett stort antal modifierade bilar, konceptbyggen och specialversioner av både äldre och nyare modeller. Några av de vanligaste kategorierna inkluderar JDM-prestandabilar såsom Nissan GT-R, Toyota Supra, Mazda RX-7 och Honda NSX. Keibilar, små japanska bilar med kreativa stylinglösningar, är också en stor del av evenemanget, likaså SUV och offroad-byggnationer, inklusive överlandningsfordon och 4x4-tuning. Europainspirerade bilmodifieringar, ofta kombinerade med japanska tuningelement, visas också regelbundet på mässan.

## Evenemangsupplevelse
Förutom bilutställningen erbjuder Osaka Auto Messe en rad aktiviteter och interaktiva upplevelser. Bland dessa finns drifting- och stuntuppvisningar där professionella förare visar upp avancerad bilkontroll, samt liveframträdanden från artister och DJs som ofta är kopplade till JDM- och street-kultur. Evenemanget erbjuder också interaktiva workshops om tuning och bilvård, både för nybörjare och erfarna entusiaster. Dessutom finns möjlighet att köpa exklusiva bildelar och merchandise, inklusive begränsade editioner av fälgar, avgassystem och kläder från populära varumärken.

## Internationell påverkan och utveckling
Osaka Auto Messe har fortsatt att växa, med ökat internationellt intresse och fler deltagande företag från hela världen. Många europeiska och amerikanska tuningföretag har börjat ställa ut på mässan, vilket speglar den globala populariteten för japansk bilkultur. Trots digitaliseringens påverkan på marknadsföring och förändrade konsumenttrender har mässan behållit sin fysiska betydelse. Evenemanget erbjuder en plattform där bilbyggare, tillverkare och entusiaster kan interagera direkt, något som inte kan ersättas av digitala medier. I framtiden förväntas Osaka Auto Messe expandera ytterligare, med ökat fokus på hållbarhet och elektrifiering inom bilmodifiering. Hybrid- och elbilstuning blir en växande trend, och flera företag har redan börjat utveckla eftermarknadslösningar för elektriska sportbilar.